# Pohjoismainen Sähkö Oy

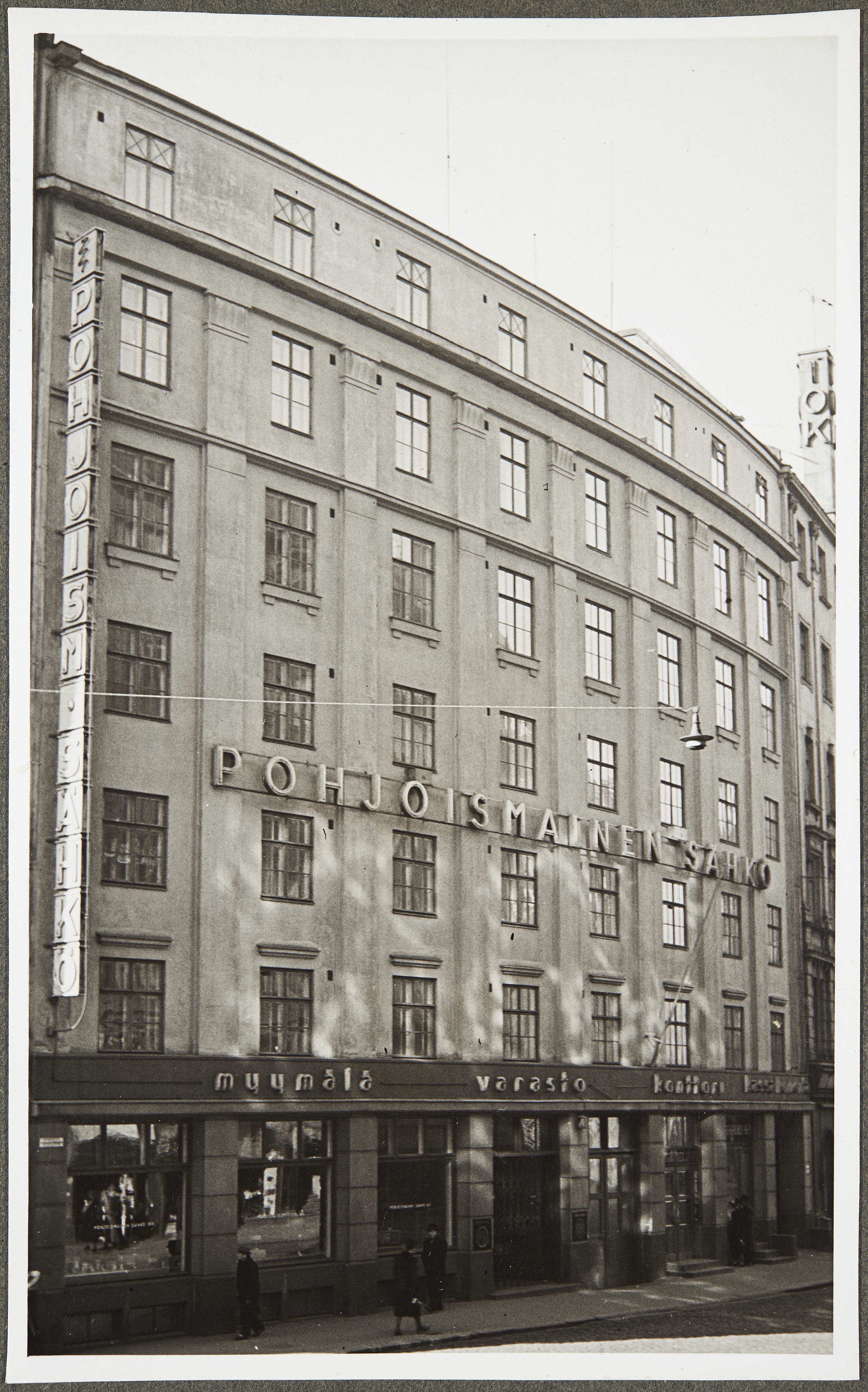
PSO:s butik på Berggatan 14 i Helsingfors, fotografi från 1940-talet.

Pohjoismainen Sähkö Oy (ibland på svenska kallat Nordiska Elektriska Ab), vanligen förkortat PSO, var ett finländskt hemelektronikföretag tillika detaljhandel, verksamt i Helsingfors mellan 1918 och 1981. PSO grundades av Oskar Rokkanen, som var bolagets verkställande direktör fram till sin bortgång 1973. Ursprungligen tillverkade PSO telefoner, radioapparater, lampor och andra elektroniska tillbehör, men började 1929 producera musik och blev inom kort ett av landets ledande musikföretag. Fabriken låg i Sockenbacka och butiken var förlagd till ett flervåningshus på Berggatan 14 i Helsingfors.

## Historia

### Grammofonfebern
PSO började syssla med musikproduktion under grammofonfebern 1929 och samma år förvärvade PSO det tyska skivbolaget Homocord till Finland. Genom PSO gjordes för Homocord sammanlagt över tvåhundra skivor; bland andra Dallapé-orkesterns solister Ville Alanko och Veli Lehto samt kuplettsångaren Theodor Weissman spelade in för Homocord genom PSO. 1931 gjordes Gammelstadens ungdomsföreninghus tillfälligt om till musikstudio. Där gjordes ett stort antal skivinspelningar av både Dallapé och Ramblers; exempelvis var det där som Finlands första jazzskiva Muistan sua, Elaine ("Jag minns dig, Elaine") spelades in 1931. På grund av den stora depressionen lade Homocord ned sin verksamhet 1933, men PSO ville fortsätta producera musik och därför gjorde Rokkanen PSO till finsk representant för det tyska skivbolaget Odeon. Inspelningarna gjordes i både Helsingfors och Berlin, framför allt med Dallapé-orkestern och som solister fungerade Veli Lehto, Matti Jurva, Tauno Palo, A. Aimo och Harmony Sisters. Georg Malmstén anslöt sig till Dallapé 1935 och fungerade därefter som både solist och kapellmästare. Efter Malmsténs inträde blev skivproduktionen kolossalt omfattande och för att inte allmänheten skulle få nog av alla skivor, beslöts att Malmstén emellanåt skulle sjunga under pseudonymen Matti Reima. 1939 deputerade Olavi Virta som skivsångare för PSO och förutom skivor med schlager och barnvisor, vilket PSO var först i landet med att producera, gjordes inspelningar med Helsingfors stadsorkester, Heikki Klemetti och Selim Palmgren.

### Efterkrigstiden
Mellan 1933 och 1943 producerade PSO närmare 500 skivor. I början av andra världskriget fortsatte inspelningarna i nästan lika stor omfattning som tidigare, bland annat gjordes inspelningar med tyska militärmarscher, vilka Reino Palmroth översatte till finska och som sjöngs in av Georg Malmstén. 1944 upphörde inspelningarna och upptogs inte förrän PSO lanserade det egna skivmärket Finlandia 1949. Först därefter kunde skivorna både sjungas in och tillverkas i Finland, men entusiasmen från allmänhetens sida över skivorna, vilka i regel spelades in av Malmstén, var lägre än före kriget. En av Malmsténs mest populära skivor blev dock Kohtalokas samba ("Ödesbestämd samba") från 1950 och som idag anses vara en av klassikerna inom finsk musik. På 1950-talet debuterade dessutom Rokkanens dotter Mirjam Helin, tidigare kontorschef på PSO, som skivsångerska och hennes skiva Lapin äidin kehtolaulu ("Samemoderns vaggsång") var under lång tid en av radions mest spelade. Kontraktet med Odeon förnyades på 1950-talet och till artistskaran den gången hörde Kauko Käyhkö, Harry Bergström, Rita Elmgren med flera. Fortfarande producerades barnmusik och för det ändamålet bildades skivserien Finlandia Baby.

### Nya musikstilar
Senare på 1950-talet övergick PSO från Finlandia till Blue Master och en konkurrens med skivmärket Scandia tog form, inte minst vad gällde mellan bolagens kvinnliga solister. För PSO:s del var Helena Siltala den främsta sångerskan och hennes skiva Pikku midinetti ("Lilla midinette") belönades 1958 med en guldskiva. I slutet på årtiondet blev PSO representant för både Columbia och Parlophon och därmed introducerades de amerikanska toppartisterna, däribland Elvis Presley, på den finska marknaden. För Columbias finska del blev Lasse Liemola, kallad "Finlands Paul Anka", den mest populäre sångaren. Återigen steg produktionen och nådde liknande höjder som under skivhysterin på 1930-talet. 1962 slog tangon igenom på allvar och Veikko Tuomis skivor Sabina och Musta ruusu ("Den svarta rosen") sålde i stora mängder. 1963 debuterade Katri Helena för PSO och nådde genast framgångar med skivan Puhelinlangat laulaa ("Telefontrådarna sjunger"). Vid den här tiden började LP-skivor tillverkas och de främsta låtarna släpptes på både LP och 78-varvare. I slutet på 1960-talet förlorade PSO kontrakten med Odeon, Columbia och Parlophon sedan dessa grundat egna verksamheter i Finland och inte längre behövde en mellanhand. PSO i samband med det skivmärket Top Voice. Rockmusik började produceras i början på 1970-talet, bland andra Hector gjorde skivinspelningar och dennes soloalbum Herra Mirandos toppade försäljningslistorna 1973.
Trots rockmusikens popularitet i västvärlden på 1960- och 1970-talen, fick den inte något ordentligt genomslag inom PSO. I stället återgick musikproduktionen till den finska mentaliteten genom tango och humppa. Populära skivor var Martti Jäppiläs komposition Iltatuulen viesi ("Kvällsvindens budskap") och inte minst Veikko Tuomis Erämaajärven mökki ("Stugan vid Vildmarkssjön"). Dallapé-orkesterns schlagermusik aktualiserades igen och arrangerades till modern tappning av Pauli Granfelt. Skivorna sjöngs in av solister som Henry Theel, Erkki Junkkarinen, Berit och Kalevi Korpi. Junkkarinen var den mest populäre av dessa och hans skiva Ruusuja hopeamaljassa ("Rosor i en silverskål") från 1975 sålde i nära 115 000 exemplar.

### Slutet
1970-talets sista år innebar flera bakslag för PSO. Först lämnade Hector bolaget på grund av dess återgång till dansmusik och två av chefsproducenterna bytte skivbolag. En av de sista framgångarna var Paula Koivuniemis album Sinulle vain ("Bara för dig"), som belönades med en guldskiva 1980. Inom företaget bildades skivmärket Tilt, som i synnerhet publicerade rockmusik. Efter diverse problem inom avdelningarna och när lokalen på Berggatan inte längre ansågs funktionsduglig, beslöt den avlidne Rokkanens son Lauri att lägga ned PSO. Musiksektionen, kallad PSO Musiikki Oy, såldes 1981 till Musiikki-Fazer, som lät skivmärkena fortleva några år till. Finlandia blev sedermera Finlands ledande skivmärke inom klassisk musik. Musiikki-Fazer sålde senare all musikverksamhet till Warner Music Group.